# 행렬의 닮음
선형대수학에서, 행렬의 닮음(영어: similarity) 또는 상사(相似)는 두 행렬이 같은 선형 변환의 서로 다른 기저에 대한 표현임을 나타내는 관계이다. 행렬의 동치보다 더 강한 조건의 관계이다.

## 정의
체 {\displaystyle K} 위의 {\displaystyle n\times n} 행렬 {\displaystyle A,B\in \operatorname {Mat} (n;K)}에 대하여, 만약 다음 조건을 만족시키는 가역 행렬 {\displaystyle P\in \operatorname {GL} (n;K)}가 존재한다면, {\displaystyle A,B}가 서로 닮음이라고 한다.
{\displaystyle P^{-1}AP=B}
여기서 {\displaystyle (-)^{-1}}는 역행렬이다. 행렬의 닮음은 동치 관계를 이룬다. 체 {\displaystyle K} 위의 {\displaystyle n\times n} 가역 행렬들이 이루는 군 {\displaystyle \operatorname {GL} (n;K)}에서 닮음에 대한 동치류는 켤레류와 일치한다.

## 성질

### 닮음 불변량
서로 닮음인 행렬의 다음과 같은 성질들은 서로 일치한다. 이러한 성질을 닮음 불변량(-不變量, similarity invariant)이라고 한다.
- 계수
- 행렬식
- 가역성
- 대각합
- 고윳값 및 그 대수적 중복도와 기하적 중복도
- 핵의 차원
- 고유 다항식
- 최소 다항식

## 같이 보기
- 대각화 가능 행렬
- 선형 변환의 행렬
- 조르당 표준형